# Giro de Italia 1963
La 46.ª edición del Giro de Italia se disputó entre el 19 de mayo y el 9 de junio de 1963, con un recorrido de 21 etapas y 4063 km, que el vencedor completó a una velocidad media de 34,774 km/h. La carrera comenzó en Nápoles y terminó en Milán.
Tomaron la salida 120 participantes, de los cuales 86 terminaron la carrera.
Vito Taccone fue uno de los grandes protagonistas de este Giro de Italia, mostrándose imparable en las etapas de montaña. Fue el vencedor de la clasificación montaña, tras pasar el primero por 12 de los 17 puertos puntuables de la carrera. También ganó cinco etapas, cuatro de ellas seguidas, incluyendo los finales en alto en Oropa y Leukerbad. Probablemente en parte debido a su combatividad, Diego Ronchini perdió la maglia rosa en beneficio de Franco Balmamion en la 12.ª etapa.
En la contrarreloj de la 16.ª etapa, con victoria de Adorni, el cual se metía así de lleno en la lucha por la clasificación general, Ronchini lograba recuperar el liderato. Pero una vez más, todo se iba a decidir en las últimas etapas montañosas, en este caso la 18.ª y la 19.ª. En la primera de ellas, con victoria del otrora ganador del Giro Arnaldo Pambianco, Adorni se hizo con el liderato, pero Balmamion logró entrar en meta a su lado, por lo que su ventaja se reducía a tan solo 22 segundos en la clasificación general. En la etapa con final en Moena, con seis dificultades montañosas, Taccone llegó a meta en solitario, con una sólida ventaja sobre el resto de competidores, si bien no resultaba un hombre peligroso de cara a ganar el Giro. Ese honor se lo disputaron entre Balmamion y Adorni, resultando vencedor el primero, que no solo recuperó los 22 segundos que le separaban de la maglia rosa, sino que le sacó más de dos minutos a su rival. De esta forma, Franco Balmamion lograba su segundo Giro de Italia consecutivo, una vez más sin ganar ninguna etapa.
La participación extranjera en esta edición se redujo a apenas 13 ciclistas, de los cuales el mejor fue el único español presente, Jaime Alomar, ganador de la 3.ª etapa, 2.º en la 7.ª por detrás de Defilippis tras llegar a meta escapados junto a otros dos corredores, y 15.º en la clasificación general final.

## Equipos participantes
| Equipo  | Jefe de filas       |
| Carpano | Franco Balmamion    |
| Cite    | Daniele Alberti     |
| Cynar   | Vittorio Adorni     |
| Gazzola | Carlo Brugnami      |
| G.B.C.  | Rik Van Looy        |
| Ibac    | Graziano Battistini |

| Equipo          | Jefe de filas     |
| Legnano         | Renzo Accordi     |
| Lygie           | Vito Taccone      |
| Molteni         | Guido Carlesi     |
| Salvarani       | Arnaldo Pambianco |
| San Pellegrino  | Marino Fontana    |
| Springoil-Fuchs | Gastone Nencini   |

## Etapas
| Etapa | Recorrido                       | Km       | Ganador              | Líder            |
| 1.ª   | Nápoles-Potenza                 | 182      | Vittorio Adorni      | Vittorio Adorni  |
| 2.ª   | Potenza-Bari                    | 185      | Pierino Baffi        | Vittorio Adorni  |
| 3.ª   | Bari-Campobasso                 | 252      | Jaime Alomar         | Vittorio Adorni  |
| 4.ª   | Campobasso-Pescara              | 213      | Guido Carlesi        | Diego Ronchini   |
| 5.ª   | Pescara-Viterbo                 | 263      | Vendramino Bariviera | Diego Ronchini   |
| 6.ª   | Bolsena-Arezzo                  | 192      | Vendramino Bariviera | Diego Ronchini   |
| 7.ª   | Arezzo-Riolo Terme              | 173      | Nino Defilippis      | Diego Ronchini   |
| 8.ª   | Riolo Terme-Salsomaggiore Terme | 203      | Adriano Durante      | Diego Ronchini   |
| 9.ª   | Salsomaggiore Terme-La Spezia   | 173      | Giorgio Zancanaro    | Diego Ronchini   |
| 10.ª  | La Spezia-Asti                  | 225      | Vito Taccone         | Diego Ronchini   |
| 11.ª  | Asti-Oropa                      | 130      | Vito Taccone         | Diego Ronchini   |
| 12.ª  | Biella- Leukerbad               | 214      | Vito Taccone         | Franco Balmamion |
| 13.ª  | Sierre-Saint-Vincent            | 152      | Vito Taccone         | Franco Balmamion |
| 14.ª  | Saint-Vincent-Cremona           | 260      | Marino Vigna         | Franco Balmamion |
| 15.ª  | Mantova-Treviso                 | 155      | Franco Magnani       | Franco Balmamion |
| 16.ª  | Treviso                         | 56 (CRI) | Vittorio Adorni      | Diego Ronchini   |
| 17.ª  | Treviso-Gorizia                 | 213      | Vendramino Bariviera | Diego Ronchini   |
| 18.ª  | Gorizia-Belluno                 | 248      | Arnaldo Pambianco    | Vittorio Adorni  |
| 19.ª  | Belluno-Moena                   | 198      | Vito Taccone         | Franco Balmamion |
| 20.ª  | Moena-Lumezzane                 | 240      | Guido Carlesi        | Franco Balmamion |
| 21.ª  | Brescia-Milán                   | 136      | Antonio Bailetti     | Franco Balmamion |

## Clasificaciones
| \| 1. \| Franco Balmamion \| Italia \| 116h 50' 16" \| \| 2. \| Vittorio Adorni \| Italia \| + 2' 2" \| \| 3. \| Giorgio Zancanaro \| Italia \| + 3' 15" \| \| 4. \| Guido de Rosso \| Italia \| + 6' 34" \| \| 5. \| Diego Ronchini \| Italia \| + 10' 11" \| \| 6. \| Vito Taccone \| Italia \| + 11' 50" \| \| 7. \| Imerio Massignan \| Italia \| + 16' 52" \| \| 8. \| Guido Carlesi \| Italia \| + 17' 08" \| \| 9. \| Graziano Battistini \| Italia \| + 23' 38" \| \| 10. \| Carlo Brugnami \| Italia \| + 25' 36" \| |                     |        |              |
| 1. | Franco Balmamion    | Italia | 116h 50' 16" |
| 2. | Vittorio Adorni     | Italia | + 2' 2"      |
| 3. | Giorgio Zancanaro   | Italia | + 3' 15"     |
| 4. | Guido de Rosso      | Italia | + 6' 34"     |
| 5. | Diego Ronchini      | Italia | + 10' 11"    |
| 6. | Vito Taccone        | Italia | + 11' 50"    |
| 7. | Imerio Massignan    | Italia | + 16' 52"    |
| 8. | Guido Carlesi       | Italia | + 17' 08"    |
| 9. | Graziano Battistini | Italia | + 23' 38"    |
| 10. | Carlo Brugnami      | Italia | + 25' 36"    |

| \| 1. \| Vito Taccone \| Italia \| - \| \| 2. \| Giorgio Zancanaro \| Italia \| - \| \| 3. \| Franco Bitossi \| Italia \| - \| |                   |        |   |
| 1. | Vito Taccone      | Italia | - |
| 2. | Giorgio Zancanaro | Italia | - |
| 3. | Franco Bitossi    | Italia | - |

| \| 1. \| Carpano \| Italia \| - \| - \| |         |        |   |   |
| 1.                                      | Carpano | Italia | - | - |